# 動物護士
動物護士，又稱為獸醫護士、獸醫助理或動物醫事助理等等，是在動物醫院等場所工作的獸醫輔助人員。英語稱為VT (veterinary technician)、VN (veterinary nurse)、 AHT (animal health technician)等 。

## 概要
動物護士的工作是在獸醫的指示下進行動物診療、血液與糞便等方面的檢査，以及是獸藥管理、動物醫院的清掃、客戶接待等等。

## 資格

### 美國
按照各州法律不同，一般需要完成二年制動物護理學副學士課程至四年制本科課程，之後通過全國性的資格考試，並符合所屬州份的條件，方能取得執照。

### 英國
獸醫護士受皇家獸醫外科學院規管，一般需要完成認可文憑或學士學位課程，方得註冊。

### 日本
愛玩動物看護師為國家資格，主管機關為農林水產省與環境省，養成機關為指定大學與專門學校，相關課程畢業生必須通過一般財團法人動物看護師統一認定機構施行的國家考試，方得執業。

### 臺灣
立法院於2021年通過《獸醫師法》修正案，新增動物醫事助理這一資格，並且已發布相關資格的管理辦法。

### 韓國
根據國會於2019年通過的《獸醫師法》修正案，申請人必須完成農林畜產食品部認可的副學士課程或同等學歷，並通過資格考試，方可成為獸醫護士。

### 其他國家
在挪威，動物助理/護士按法律受挪威食品安全局監督。
在澳洲西澳州，完成認可證書課程，方可向當地獸醫管理局註冊。
在愛爾蘭，必須完成認可文憑或學士學位課程，方能向愛爾蘭獸醫管理局註冊。
在南非，必須持有經南非獸醫管理局核准的獸醫護理學學士學位，或是通過資格考試，才可註冊為獸醫護士。
在荷蘭，申請人必須完成認可的文憑或學士學位，才可以向獸醫業註冊局註冊為獸醫助理。
在肯雅，獸醫技術員必須向肯雅獸醫管理局註冊。